# Леопольд Кожелуг
Леопольд Кожелуг (чеськ. Leopold Koželuh, ім'я при народженні Ян Антонін, чеськ. Jan Antonín; 26 червня 1747, Вельварі — 7 травня 1818) — чеський композитор. Двоюрідний брат і учень Яна Антоніна Кожелуга, якого з ним нерідко плутають, хоча, щоб уникнути такої плутанини молодший Кожелуг в 1774 році офіційно прийняв нове ім'я Леопольд. Надалі також навчався грати на клавірі у Франтішека Душека.

## Біографія
Леопольд Кожелуг з 1778 року працював у Відні, спочатку як автор балетів. Був також домашнім вчителем музики ерцгерцогині Єлизавети (доньки Марії Терезії). Після відставки Моцарта з поста придворного композитора архієпископа Зальцбурга був запрошений йому на зміну, однак відмовився, приватно натякнувши, що там, де не змогли утримати такого музиканта, як його попередник, і йому немає сенсу розраховувати на шанобливе ставлення. Втім, Кожелугові все-таки судилося стати наступником Моцарта: в 1792 році він змінив його на посаді придворного композитора в Празі, отримавши при цьому звання камеркапельмейстера, яке було відсутнє у Моцарта, та вдвічі більшу платню.
Твори Кожелуга — опера «Густав Ваза» (1792), ораторія «Мойсей в Єгипті», 30 симфоній, численні концерти (тільки клавірних 22, не беручи до уваги екзотичного Концерту для фортепіано в чотири руки з оркестром), камерна музика — користувалися великим успіхом на межі XVIII—XIX ст.
Донька Кожелуга — піаністка і композиторка Катарина Чіббіні.

## Цікаві факти
Добре відомо, що Людвіг ван Бетховен називав Кожелуга «жалюгідним» (лат. miserabilis). Менш відомий контекст цього висловлювання: в листі до шотландського музичного видавця Джорджа Томпсона Бетховен вимагає, щоб гонорар за публікацію його пісень перевершував гонорар Кожелуга, оскільки він вважає, що значно перевершує в цьому жанрі нікчемного Кожелуга.